# 黃夢麟
黃夢麟（?—?），字砚芝，号匏斋。江蘇溧陽縣社渚镇人。清朝學者、政治人物。

## 生平
康熙二十年（1681年）辛酉科乡试中举人，康熙二十四年乙丑科陆肯堂榜进士第三人，授编修。康熙二十七年，以编修出任会试同考官，“分校礼闱，称为得士”，纂修《三朝國史》、《大清一统志》。升詹事府左春坊、左中允。又充日讲起居注官。後以假歸，遂不復出。
梦麟於书无所不读。尤好六经、四史。著有《尚书故考》、《诗序得失论》、《春秋四传考》、《历代乐律同异考》、《道学源流考》、《太极图说》、《皇极经世说》、《十七史得失论》、《唐诗笺》、《匏斋集》等。

## 家族
父黃如瑾。